# Стеблянко, Алексей Алексеевич
Алексей Алексеевич Стеблянко (род. 17 октября 1950 года Ставрополь) — советский и российский оперный певец (тенор), педагог, народный артист РСФСР (1989).

## Биография
Родился 17 октября 1950 года в Ставрополе. Отец был строителем, мать — техническим редактором в книжном издательстве. Учился в средней школе № 2, одновременно занимался в музыкальной школе № 1 у педагога и композитора Николая Фёдоровича Зинченко. Окончил школу по классу баяна, продолжал занятия вокалом. Пел в эстрадном ансамбле Дома офицеров. Учился в Ставропольском музыкальном училище, сначала на дирижёрско-хоровом отделении, затем в классе педагога Валентины Петровны Валюшко.
В 1976 году окончил Ленинградскую государственную консерваторию им. Н. А. Римского-Корсакова (класс Н. А. Серваль). 
С 1976 года выступал в Ленинградском театре оперы и балета им. С. М. Кирова (сейчас Мариинский театр), где спел все ведущие теноровые партии. 
В 1982 году был приглашён на постановку оперы-дилогии Гектора Берлиоза «Троянцы» в театр Ла Скала в Милане. 
С 1986 года преподавал в Ленинградской консерватории. 
В 1991 году выступал в Баварской государственной опере в Мюнхене (партии Григория («Борис Годунов») и Канио («Паяцы»), Флорестана («Фиделио»)). Выступал в театрах Бонна, Брюсселя, Амстердама, Кёльна, Штутгарта, Барселоны, Мадрида, Висбадена, Лозанны. Дебютировал в Карлсруэ в партии Германа в знаменитой «Пиковой даме» Любимова. 
Участвовал в концертных исполнениях «Пиковой дамы» в Концертгебау (Амстердам), дирижер Валерий Гергиев. В театре Ла Скала дебютировал в партии Энея («Троянцы»), а его дебютной партией в Королевском оперном театре Ковент-Гарден стал Ясон в «Медее». На этих сценах исполнил также главные партии в операх «Трубадур», «Борис Годунов» и «Князь Игорь». Исполнил партию Пьера Безухова в опере «Война и мир», осуществленной Мариинским театром совместно с Метрополитен-оперой.
Является профессором кафедры сольного пения Российского государственного педагогического университета им. А. И. Герцена.

## Семья
- Жена — оперная певица Лариса Андреевна Шевченко (род. 1950), солистка Мариинского театра, педагог, народная артистка СССР.

## Награды и премии
- 3-я премия Всесоюзного конкурса вокалистов им. Глинки (1973).
- Заслуженный артист РСФСР (05.07.1983).
- Народный артист РСФСР (11.10.1989).

## Оперные партии
- «Хованщина» Мусоргский — князь Василий Голицын
- «Евгений Онегин» Чайковский — Ленский
- «Пиковая дама» Чайковский — Герман
- «Сказание о невидимом граде Китеже и деве Февронии» Римский-Корсаков — княжич Всеволод
- «Война и мир» Прокофьев — Пьер Безухов
- «Набукко» Дж. Верди — Измаил
- «Аида» Дж. Верди — Радамес
- «Сила судьбы» Дж. Верди — дон Альваро
- «Отелло» Дж. Верди — Отелло
- «Паяцы» Леонкавалло — Канио
- «Кармен» Бизе — дон Хозе
- «Самсон и Далила» Сен-Санс — Самсон
- «Лоэнгрин» Вагнер — Лоэнгрин
- «Турандот» Пуччини — Калаф